# 치경 설측 방출 파찰음
치경 설측 방출 파찰음(齒莖舌側放出破擦音)은 자음의 하나로, 설단과 치경에서 조음하는 설측방출파찰음이다. IPA 기호는 t͡ɬʼ이다.
듣기: